# Mansión de Aizupe
La Mansión de Aizupe (en letón: Aizupes muižas pils; en alemán: Gut Ahsuppen) es una casa señorial construida en estilo clásico tardío en la parroquia de Vāne, municipio de Tukums, en la región de Curlandia de Letonia. La construcción de la mansión fue completada en 1823. Albergó una escuela forestal entre 1939 y 1985.

## Historia
En base al Tratado de Vilnius (noviembre de 1561), el Ducado de Curlandia y Semigalia fue creado de la parte de Letonia entre la margen occidental del río Daugava y el mar Báltico, específicamente para Gotthard Kettler de la Casa de Kettler. En ese tiempo, la propiedad de la Mansión de Aizupe cayó bajo control de Gotthard Kettler, Duque de Curlandia y Semigalia, último maestre de la Orden de los Hermanos de la Espada. Subsiguientemente a 1561, el Ducado permaneció bajo el gobierno de la Casa de Kettler hasta la extinción de la línea masculina con la excepción de Ernst Johann Biron y su hijo Peter von Biron.
Poco después de la fundación del Ducado, el Duque concedió la Mansión de Aizupe a su consejero, el diplomático letón Salomon Henning (1528-1589). Henning después fue autor de una crónica de Livonia y Curlandia, que incluye un conmovedor relato del sitio del Castillo de Cēsis (1577).
En 1719, la mansión pasó a propiedad de los herederos de Henning. Después pasó a la Casa de Koskull (también llamada von Koskul o von Koskulus). Entre 1725 y 1793, fue propiedad de la familia Mirabahu (también llamada familia Mirbach o von Mirbahu).
En 1795, fue creada la Gobernación de Curlandia de porciones del Ducado de Curlandia y Semigalia e incorporada al Imperio ruso. El Gobernador General de la recién creada Gobernación de Curlandia fue Peter Ludwig von der Pahlen, quien se cree era un pariente lejano de la familia Henning. Bajo el gobierno de von der Pahlen la familia von Hahn quedó conectada a la Mansión de Aizupe, concedida a Adolph Georg Wilhelm von Hahn (1749-1823) y después pasando a propiedad de su hijo, Paul Theodor von Hahn (1793-1862), quien sirvió como gobernador entre 1824 y 1827. Paul Theodor se estableció en la mansión tras ser completada como entidad agrícola autosuficiente.
La familia Hahn fue responsable de la ampliación del corazón de la finca en el siglo XIX como complejo granjero. La mansión y sus terrenos incluyen varias casas residenciales, grandes graneros con rampas, y una destilería. Se fundó un parque entre 1830-1840 junto a la mansión hasta principios del siglo XX. El diseño y modelo de producción interrelacionado fue completado en 1823. La propiedad permaneció en la familia hasta 1920.
Entre 1939 y 1945, la Mansión de Aizupe fue ocupada por una Escuela Forestal, y entre 1945 y 1985 por la Escuela Técnica Forestal. Desde la década de 1990 ha estado bajo control del municipio de Kandava, parroquia de Vāne, Semigalia; actualmente opera un centro de rehabilitación social para niños.